# Degradation Trip
Degradation Trip è il secondo album solista di Jerry Cantrell, già chitarrista e seconda voce degli Alice in Chains.
Viene considerato un tributo a Layne Staley, cantante degli Alice in Chains, scomparso alcuni mesi prima dell'uscita di quest'album ed al quale è dedicato.
Esiste anche una versione estesa del LP, edita in 2 cd che comprendono 11 ulteriori pezzi e dal titolo Degradation Trip Volumes 1 & 2.
La formazione assemblata da Cantrell per la registrazione del disco vedeva (oltre che lo stesso Cantrell alla chitarra e voce) Robert Trujillo al basso e Mike Bordin alla batteria.

## Tracce
1. Psychotic Break – 4:09
2. Bargain Basement Howard Hughes – 5:38
3. Anger Rising – 6:14
4. Angel Eyes – 4:44
5. Solitude – 4:00
6. Mother's Spinning in Her Grave (Glass Dick Jones) – 3:53
7. Hellbound – 6:46
8. Give It a Name – 4:01
9. Castaway – 4:59
10. She Was My Girl – 3:59
11. Chemical Tribe – 6:35
12. Spiderbite – 6:38
13. Locked On – 5:37
14. Gone – 5:08